# Raïon de Lovozero
Le raïon de Lovozero (Ловозерский район) est un district territorial administratif de Russie, à l'extrême nord-ouest du pays, dans l'oblast de Mourmansk. Sa superficie fait  52 978 km2 et sa population s'élevait à 11 326 habitants en 2013. Son chef-lieu est le village de Lovozero. C'est une région faiblement peuplée dans une zone de toundra et difficilement accessible.

## Historique
Le raïon est formé en 1927 sous l'administration de l'okroug de Mourmansk, devenu oblast de Mourmansk plus tard. Il obtient le statut de raïon national en 1931 à cause des populations de Lapons (Samis) et d'autres qui s'y trouvent, mais le perd à la fin des années 1930. Le raïon des Samis, aboli, est intégré dans sa presque totalité au raïon de Lovozero en 1963.

## Population

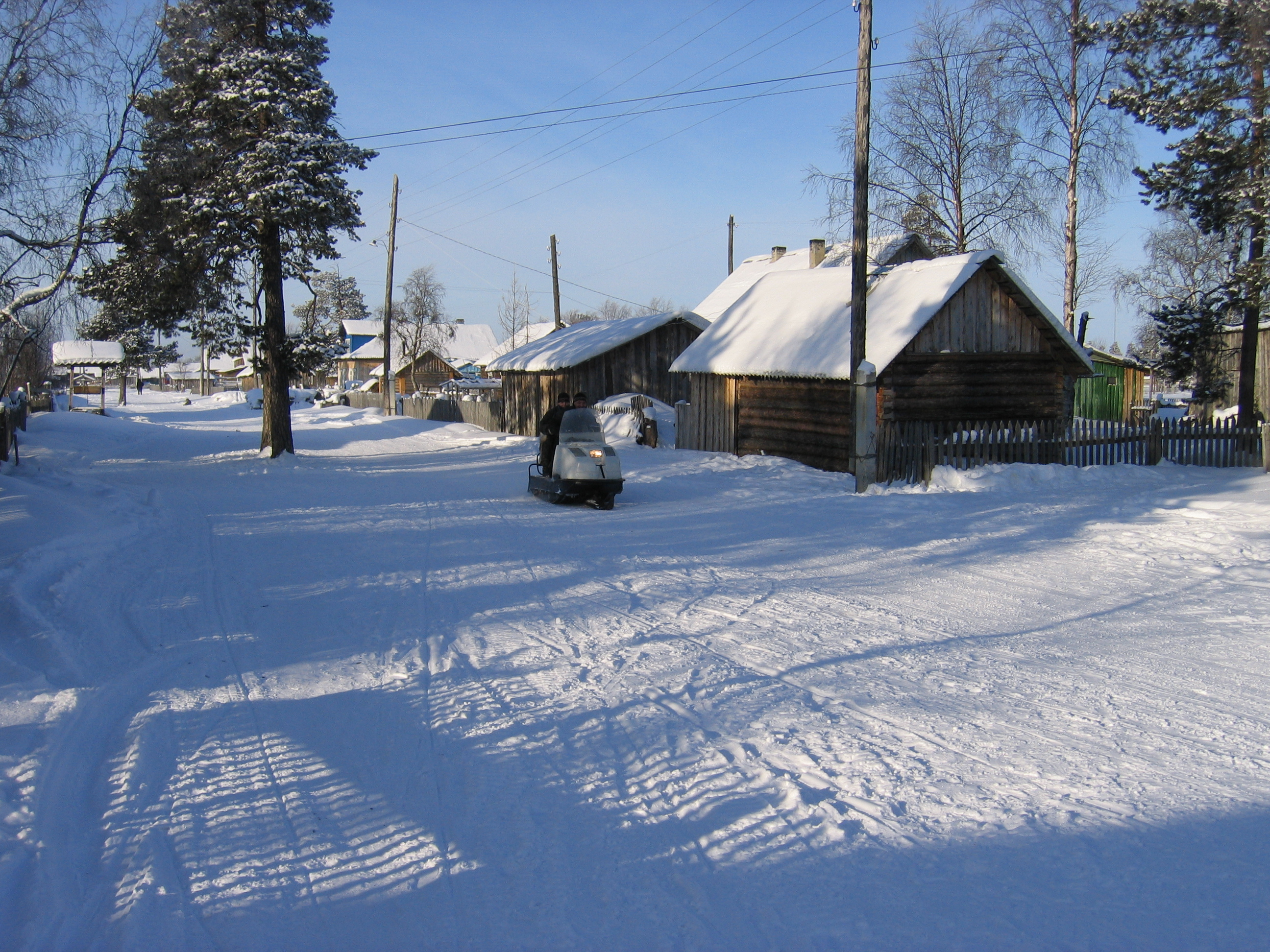
Vue de Krasnochtchelié, au mois de mars 2008

La population, en baisse, s'élevait à 11 820 habitants en 2010 et à 11 326 habitants en 2013. Parmi elle, des minorités ethniques autochtones sont présentes. Cela représentait une population de 1 029 personnes au 29 juin 2011: 810 Lapons (Samis), 136 Komis, 88 Nenets, etc. La plupart demeurent dans les environs des villages de Lovozero, Krasnochtchelié, Kanevka et Sosnovka.

## Municipalités
Il y a 2 municipalité dans le raïon de Lovozero :
| N° | Municipalité                    | Centre administratif | Nombre de localités | Population 2023 | Superficie (km2) |
| -- | ------------------------------- | -------------------- | ------------------- | --------------- | ---------------- |
| 1  | Établissement urbain de Revda   | Revda                | 1                   | 6321            | 1499,96          |
| 2  | Établissement rural de Lovozero | Lovozero             | 4                   | 2374            | 52284.09         |

## Localités
Les seules localités habitées de cet immense territoire sont au 5 juillet 2021 les suivantes :
| Liste des localités | Liste des localités | Liste des localités | Liste des localités | Liste des localités | Liste des localités             |
| N°                  | Localité            | Statut              | Population 2010     | Population 2021     | Municipalités                   |
| ------------------- | ------------------- | ------------------- | ------------------- | ------------------- | ------------------------------- |
| 1                   | Lovozero            | village             | 2871                | 2110                | Établissement rural de Lovozero |
| 2                   | Kanevka             | village             | 67                  |                     | Établissement rural de Lovozero |
| 3                   | Krasnochtchelié     | village             | 423                 |                     | Établissement rural de Lovozero |
| 4                   | Revda               | commune urbaine     | 8414                | 6394                | Établissement rural de Revda    |
| 5                   | Sosnovka            | village             | 45                  |                     | Établissement rural de Lovozero |